# كنيسة (هشير الخيمة)
 كنيسة (هشير الخيمة) هو معلم أثري تونسي مصنف من قبل المعهد الوطني للتراث يقع في ولاية القصرين في الوسط الغربي التونسي في مدينة تالة ، تم تصنيف المعلم في يوم 26 جانفي 1893.